# 트리플 스렛
트리플 스렛(Triple Threat)은 중국에서 제작된 제시 V. 존슨 감독의 2019년 액션, 스릴러 영화이다. 토니 자 등이 주연으로 출연하였다.

## 출연

### 주연
- 토니 자
- 이코 우웨이스
- 타이거 첸
- 스콧 앳킨스
- 마이클 제이 화이트
- 마이클 비스핑
- 지자 야닌
- 셀리나 제이드

### 조연
- 론 스무렌버그
- 셀리나 로